# Elezioni generali a Cuba del 1958
Le elezioni generali a Cuba del 1958 si tennero il 3 novembre. A causa della minaccia da parte di Fidel Castro di giustiziare qualunque candidato avesse partecipato alle elezioni, Andrés Rivero Agüero, candidato supportato da Fulgencio Batista, corse quasi senza avversari ed ottenne il 70,40% dei voti. Comunque, non poté salire al potere a causa del trionfo della rivoluzione cubana. L'affluenza fu del 50% circa.

## Risultati

### Elezioni presidenziali
| Candidato               | Partito                           | Voti    | %     |
| ----------------------- | --------------------------------- | ------- | ----- |
| Andrés Rivero Agüero    | Coalizione Nazionale Progressista | 428 166 | 70,40 |
| Carlos Márquez Sterling | Partito del Popolo Libero         | 95 447  | 15,69 |
| Ramón Grau San Martín   | Partito Autentico                 | 75 789  | 12,46 |
| Alberto Salas Amaro     | Unione Cubana                     | 8 752   | 1,44  |
| Schede bianche/nulle    | Schede bianche/nulle              |         | -     |
| Totale                  | Totale                            | 608154  | 100   |
| Fonte: Nohlen           |                                   |         |       |